# Takab
Takab (farsi تكاب) è il capoluogo dello shahrestān di Takab nell'Azarbaijan occidentale. La popolazione è prevalentemente curda e azera.
In direzione nord-est, a 45 km dalla città, si trova Takht-e Soleyman, il più sacro santuario dello Zoroastrismo e dell'antico Impero sasanide.